# Igraszki z diabłem
Igraszki z diabłem (czes. Hrátky s čertem) – sztuka teatralna rozegrana w dziesięciu odsłonach autorstwa czeskiego prozaika i dramaturga Jana Drdy.

## Powstanie
Napisana została w czasie okupacji niemieckiej (I wyd. czeskie w 1946, polskie w 1949), a prapremiera odbyła się w Stavovskim divadle w Pradze w roku 1945.
Utwór ten to oparta na ludowych wątkach baśń sceniczna przedstawiona w konwencji komediowej. Jej bohaterem jest wojak Marcin Kabat (oryg. Martin Kabát), który zwolniony ze służby po latach wraca w rodzinne strony. Podczas wędrówki spotkała go przedziwna przygoda, w którą obok pyskatej Kasi i naiwnej królewny Disperandy, rozbójnika oraz pustelnika wmieszało się piekło i niebo. Marcin Kabat to prawdziwy bohater ludowy, który stanie po stronie słabszych nawet przeciwko czartom.

Motywy te Drda wyzyskał z dużym humorem, potraktował ironicznie i dał utwór sceniczny w stylu starych komedii czeskich z pierwszej połowy XIX wieku. Wszystkie wplecione tu wątki baśniowe i występujące postacie baśniowe są nam doskonale znane, ale wszystko to w komedii Drdy nabiera zarazem jakiegoś nowego wyrazu, jest świeże i naprawdę zabawne. Rozgrywającym się tu sprawom towarzyszy bowiem przez cały czas autorski uśmieszek pobłażania i ironii.

## Polskie wykonania
13 października 1948 r. słynną pierwszą polską premierę przygotował w Teatrze Wojska Polskiego w Łodzi reżyser Leon Schiller. W ciągu 60 lat utwór ten wystawiano na deskach polskich teatrów ponad pięćdziesięciokrotnie.
Igraszki z diabłem pokazano również w Teatrze Telewizji – po raz pierwszy w 1966 r. w reż. Władysława Jaremy. Jednak bardziej znana jest wersja nagrana w 1979 r. w reżyserii Tadeusza Lisa w doborowej obsadzie, wykorzystująca wszelkie, nowoczesne jak na tamte czasy, telewizyjne środki techniczne (m.in. bluebox). W 2020 powstała nowa inscenizacja sztuki dla Teatru Telewizji w reżyserii Artura Więcka „Barona”.

## Film
Sztuka Jana Drdy posłużyła za kanwę scenariusza czechosłowackiego filmu pt. Igraszki z diabłem (oryg. Hrátky s čertem) w reż. Josefa Macha nakręconego w 1956.